# Ameba
Ameba (latinski: Amoeba) je praživotinja, pripada skupini korjenonošci. Živi u mulju bare i na lišću vodenog bilja. Dugačka je od 0,01 mm do 0,5 mm. Oblik tijela u amebe se mijenja dok se ona pokreće, pri čemu se stvaraju izdanci koje zovemo lažne nožice ili pseudopodija. Najveći pseudopodij određuje smjer njezinog kretanja. Njima se ameba pokreće i služe joj prilikom prehrane. Nije potpuno razjašnjen način stvaranja pseudopodija, no za vrijeme stvaranja pseudopodija, gušći dio unutrašnje protoplazme, koju nazivamo endoplazma, struji prema vanjskom sloju protoplazme, koji je svjetljiji i zovemo ga egzoplazma. Pseudopodiji mogu biti različitog oblika: nitasti, mrežasti, tupasti ili kvržasti. 
Nijedan znanstvenik nije uspio napraviti amebu u laboratoriju. Iako ima samo jednu stanicu, ameba je jako kompliciran protist (protoktist)

## Prehrana
Ameba se hrani bakterijama, algama, praživotinjama... Kad naiđe na praživotinju ili česticu organske tvari, ameba je okruži nožicama i uvuče u citoplazmu.To je stanično proždiranje,a naziva se fagocitoza.(grč. fagein-gutati). Oko hrane se stvara hranidbeni mjehurić pomoću kojeg se razgrađuje. Otpadne tvari i ugljikov dioksid ispušta na bilo kojem mjestu na membrani.

## Razmnožavanje
Amebe se razmnožavaju diobom stanica. Kad ameba dosegne određenu veličinu, dolazi do dijeljenja stanica i od jedne amebe nastanu dvije. U nepovoljnim uvjetima ameba se začahuri i živi tako dok ne nastupe povoljni uvjeti.